# 沖縄サンバカーニバル
沖縄サンバカーニバル（おきなわサンバカーニバル）は、毎年11月に沖縄県沖縄市で開催されるサンバのイベントである。

## 概要
地元のサンバチーム、オ・ペイシ・キ・リ・ダ・コザによる主催で、毎年11月23日前後に沖縄国際カーニバルのメインイベントとして開催される。
沖縄市の目抜き通りであるコザゲート通りを全面通行止めにし、サンババンドによるステージ、サンバダンスコンテスト、サンバパレードなど多彩なイベントが繰り広げられる。
パレードには地元市民らを中心に約300名が参加し、東京や大阪、神戸、福岡などのサンバチームからの参加者も数多い。
2012年より2014年まで、前夜祭が北谷町美浜で開催されていた。

## 歴史
2000年に沖縄市タウンマネージメント機関（タウンマネージメント協議会）が主催する地域活性化のための新規事業誘致企画、ドリームショップコンテストが行われ、沖縄サンバカーニバル開催を事業計画に盛り込んだ飲食店舗、「サンバ居酒屋オ・ペイシ」がグランプリに選出される。ちなみにこのときの審査委員長は、沖縄民謡界の重鎮、照屋林助。また俳優の玉城満も審査員として参加。
サンバ居酒屋オ・ペイシは同年7月、沖縄で初めての本格的なサンバチーム、オ・ペイシ・キ・リ・ダ・コザ（略称オ・ペイシ）を結成。ピースフル・ラブ・ロック・フェスティバルや世界のウチナーンチュ大会、オリオン・ビアフェストなどに出演するなど、活動を開始。なお、このチーム名はポルトガル語で「コザの笑う魚」という意味。（サンバ居酒屋オ・ペイシは2007年にサンパウロへ移転）
オ・ペイシは2001年11月に沖縄国際カーニバル・民俗芸能大パレードにて初めて大掛かりなパレードを開催。同実行委員会よりパレード演舞部門最優秀賞を授与される。これを機に、オ・ペイシは沖縄国際カーニバル実行委員会に対し、サンバチーム単独でのイベント開催を陳情。それが認められた2003年から、イベント名を沖縄サンバカーニバルと定め、沖縄国際カーニバル内のメインイベントのひとつとして、単独のステージ、パレードを開催することとなった。
沖縄サンバカーニバル立ち上げ時には、コンテスト形式のパレードを目指し、オ・ペイシを分割して第2のサンバチーム、イーリャ・ド・スウを結成。2003年のパレードでは2チームがテーマソング、山車、仮装などを別個に制作し、チーム対抗形式をとった。この年の審査員にはうちなー噺家で俳優の藤木勇人、元ディアマンテスのキーボード奏者、ボブ石原など、県内の著名人が多く協力している。
2006年からはオ・ペイシ1チームがパレードする形式となっている。

## 特徴
テーマを沖縄に関する事象に限定し、沖縄の歴史、文化を参加者、観客が一体となって見つめなおせる演出を心掛けている。パレードでのテーマソングは必ず日本語で作られ、ウチナーグチ（沖縄方言）も多くまじえた歌詞となっている。

## 各年のテーマ
沖縄サンバカーニバルの各年のテーマは以下の通り。
- 2001年 - 「平和〜基地の島から歌おう」
- 2002年 - 「本土復帰30周年〜全ての過去は未来のために」
- 2003年 - 「ゆいレール開通記念〜明日に続く道に歌うえていこう」（オ・ペイシ）

　　　　　　　　 「カンカラ三線〜我ら艦砲ヌクェーヌクサーの子」（イーリャ）
- 2004年 - 「偉大なワタブー（照屋林助）〜歌おう踊ろう!コザ独立国の大統領と共に」（オ・ペイシ）
- 2005年 - 「キジムナー・カデ・ヴォッセ〜生まれ島を救うのは私利私欲なき小さな手」（イーリャ）
- 2006年 - 「みんなで沖縄サンバカーニバル」
- 2007年 - 「万人（ウマンチュ）カーニバル」
- 2008年 - 「集え!100年目の記念日 アリガトウにこめて」
- 2009年 - 「ウージ（サトウキビ）〜甘い雫満たせ、未来の杖となれ」
- 2010年 - 「カジマヤー（風車　97歳祝い）〜胸に咲いたカジマヤー、くるくると輝け！」
- 2011年 - 「ウミンチュ（海人）〜水押（みよ）しに広がれわが命」
- 2012年 - 「紅型〜春夏秋冬が鮮やかに動き出す」
- 2013年 - 「一三祝い〜響けノッソ・サンバ　二拍子の美らわらばー」
- 2014年 - 「さぁ！ともに打て！ともに舞え！具志堅」
- 2015年 - 「美童美しゃ十七つ」
- 2016年 - 「万人（ウマンチュ）カーニバル」
- 2017年 - 「ライトスタンド･カーニバル」
- 2018年 - 「集え!110年目の記念日 アリガトウにこめて」
- 2019年 - 「私たちの自然を守ろう　19年目のカーニバル」
- 2020年 - 「KOZA MARAVILHOZA(素晴らしい街コザ)」(オンライン開催)
- 2021年 - 「コロナに負けるな！」(オンライン開催)
- 2022年 - 「本土復帰50周年〜全ての過去は未来のために」（沖縄市にて通常開催）
- 2023年 - 「ウミンチュ（海人）〜水押（みよ）しに広がれわが命」

2004年のテーマは、当時闘病中であった照屋林助を励ます意味で企画されたもの。照屋は翌年（2005年）3月死去。
2005年のテーマは、当時から問題になっていた泡瀬干潟干拓問題や辺野古への米軍基地移設問題など環境問題を扱ったもの。
2008年のテーマは、日本人ブラジル移住100周年記念として企画された。そのテーマソングは同年6月にブラジル・サンパウロ市で開催された日本人ブラジル移住100周年記念式典、同年8月にジアデーマ市で開催された沖縄県人移民100周年祭典でも演奏された。